# Cydistomyia sylvioides
Cydistomyia sylvioides är en tvåvingeart som först beskrevs av Walker 1864.  Cydistomyia sylvioides ingår i släktet Cydistomyia och familjen bromsar. Inga underarter finns listade i Catalogue of Life.